# Villestrup Å
Villestrup Å  er en ca. 20 km lang  å der løber i Himmerland, med udspring i Store Arden Skov, som er den sydøstlige del af Rold Skov. Lidt syd for skoven får den flere tilløb, bl.a. fra den vandrige Store Blåkilde. Åen løber videre mod sydøst forbi herregården Villestrup, hvor den drejer mod syd. Ca 3 km mod syd får den fra vest vand fra Lundgård Bæk, der udspringer syd for Arden. Den fortsætter i en smal 15-20 meter dyb dal mod syd forbi Ouegård og løber ud i Mariager Fjord ved Ouegård Mølle, ca. 7 km vest for Hadsund. Den vandrige å har været basis for adskillige vandmøller og dambrug. 
Ådalen og dens tilløb udgør Natura 2000-område nr. 222 Villestrup Ådal . I perioden 2008-10 gennemførtes et genopretningsprojekt, der omfattede nedlæggelse af de tilbageværende syv dambrug i ådalen. Et mindre stykke af åen syd for bebyggelsen Vrå er fredet .

## Eksterne kilder og henvisninger
1. ↑  Om naturplanen Arkiveret 12. februar 2012 hos  Wayback Machine på Naturstyrelsens websider
2. ↑  Om fredningen på Danmarks Naturfredningsforenings websider.

|  | Denne artikel om lokaliteten Villestrup Å kan blive bedre, hvis der indsættes et (bedre) billede. Du kan hjælpe ved at afsøge Wikimedia Commons for et passende billede eller lægge et op på Wikimedia Commons med en af de tilladte licenser og indsætte det i artiklen. |

56°44′32.44″N 9°57′45.87″Ø / 56.7423444°N 9.9627417°Ø